# Fluorescent Adolescent
«Fluorescent Adolescent» — песня группы Arctic Monkeys, второй сингл с альбома Favourite Worst Nightmare. Релиз состоялся 4 июля 2007 года в Японии и 9 июля 2007 года в Великобритании. Песня была написана Алексом Тёрнером и Джоанной Беннетт.
Британский журнал New Musical Express включил данную композицию в свой список «500 величайших песен всех времён», разместив её в нём на 345-й позиции.

## Список композиций

### CD,10″
1. «Fluorescent Adolescent» — 3:03
2. «The Bakery» — 2:56
3. «Plastic Tramp» — 2:53
4. «Too Much to Ask» — 3:05

### 7″
1. «Fluorescent Adolescent» — 2:57
2. «The Bakery» — 2:56